# Spirodela
Spirodela Schleid. è un genere di piante acquatiche della famiglia delle Araceae.

## Tassonomia
Attribuito in passato alle Lemnaceae, il genere è attualmente assegnato alla famiglia della Aracee, sottofamiglia Lemnoideae.
Comprende le seguenti specie:
- Spirodela oligorrhiza (Kurz) Hegelm.
- Spirodela polyrhiza (L.) Schleid.
- Spirodela punctata (G.Mey.) C.H.Thomps.
- Spirodela sichuanensis M.G.Liu & K.M.Xie